# Дидье, Сэмуайз
Сэмуа́йз Дидье́ (англ. Samwise Didier) — художник, арт-директор Blizzard Entertainment. Он создал много артов и скетчей для игр серий Warcraft, StarCraft и Diablo. Сэмуайз — один из старейших сотрудников Blizzard, его рисунки оказали большое влияние на графику многих игр компании.
Стилю Дидье присуще намеренное искажение пропорций, иногда с комическим эффектом. Сам он характеризует свой стиль как «Непропорциональные, ярко раскрашенные здоровенные чуваки с оружием и монстры». Своими учителями Дидье среди прочих называет Фрэнка Фразетту и Ларри Элмора. В качестве любимых книг называет серию Dragonlance, дизайн которой создавал Элмор, и сагу Роберта Говарда о Конане, которую иллюстрировал Фразетта.
Дидье испытывает любовь к пандам, благодаря ему во вселенной Warcraft появилась раса пандаренов, «шуточная» раса, которая, тем не менее, заняла своё место в истории этого мира.
Дидье — большой поклонник музыки хэви-метал, особенно группы Manowar. Сэм создал обложки для дисков хэви-метал-группы HammerFall и сольного альбома её лидера Йоакима Канса, с которым дружит лично. Изображенный им талисман группы, Гектор Храмовник, является вариацией на тему Паладина Альянса.

## Карьера

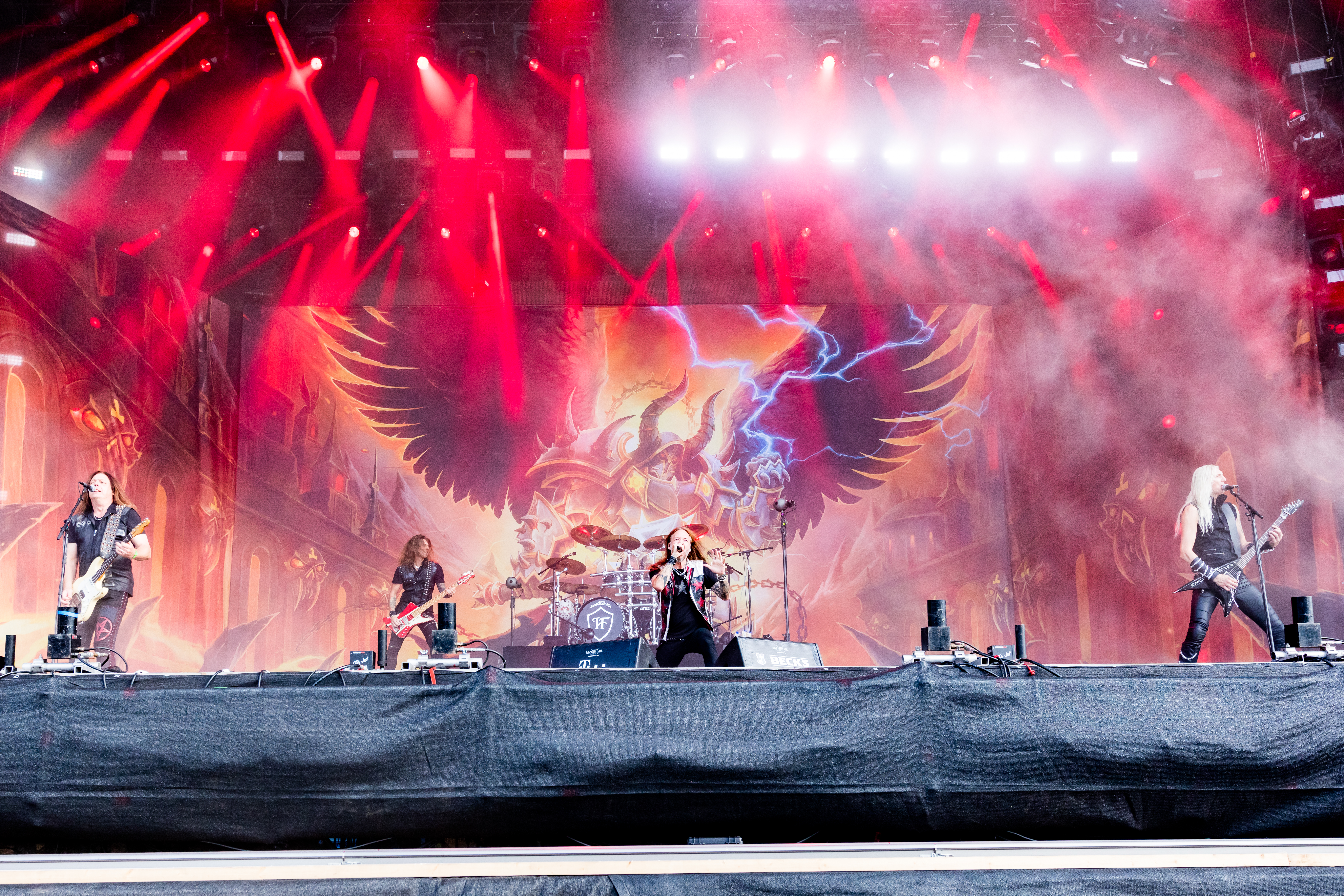
Выступление Hammerfall на сцене, оформленной иллюстрациями Сэмуайза

Родился в 1971 году в США в городе Тастин, штат Калифорния. Ещё в детстве увлекался чтением комиксов. По его словам, именно это заставило его начать рисовать.
Почти сразу после основания компании Blizzard (на тот момент Silicon & Synapse) Дидье наткнулся на объявление в газете: «В студию по разработке игр нужен художник-дизайнер». Дидье рисует на бумаге, а потом обрабатывает все в Photoshop. За редким исключением его работы обретают цвет сразу же на бумаге.
Принимал участие в разработке практически всех игр Blizzard. Начинал с Rock N’ Roll Racing.
Участник группы «Level 90 Elite Tauren Chieftain», в которую входят только работники Blizzard. Выступает в ней в качестве орка-солиста Самуо.
Спустя 32 года, 10 ноября 2023 года Сэмуайз покинул Blizzard Entertainment.

## Обложки альбомов
- 2002 — Hearts on Fire (EP)
- 2002 — Crimson Thunder
- 2003 — One Crimson Night (Live album & DVD)
- 2005 — Blood Bound (EP)
- 2005 — Chapter V: Unbent, Unbowed, Unbroken
- 2006 — Natural High (EP)
- 2006 — Threshold
- 2009 — No Sacrifice, No Victory
- 2011 — «Send Me A Sign» (Single)
- 2014 — (r)Evolution

Он так же сделал обложку для сольного альбома Йоакима Канса Beyond the Gates (2004).

## Артбуки
Внес свой вклад в создание следующих артбуков:
- 2002 — The Art of Warcraft
- 2005 — The Art of World of Warcraft
- 2006 — The Art of World of WarCraft: The Burning Crusade
- 2007 — World of Warcraft: The Art of the Trading Card Game Vol. 1
- 2008 — The Art of World of Warcraft: Wrath of the Lich King
- 2009 — The Cinematic Art of World of Warcraft: The Wrath of the Lich King
- 2010 — The Art of StarCraft II: Wings of Liberty
- 2012 — The Art of World of Warcraft: Mists of Pandaria
- 2013 — The Art of Blizzard Entertainment